# نیوتن، شهرستان مکیناک، میشیگان
نیوتن (به انگلیسی: Newton Township) یک منطقهٔ مسکونی در ایالات متحده آمریکا است که در شهرستان مکیناک، میشیگان واقع شده‌است.
 نیوتن ۴۰۱٫۲ کیلومتر مربع مساحت و ۳۵۶ نفر جمعیت دارد و ۲۳۰ متر بالاتر از سطح دریا واقع شده‌است.